# 弗倫德希普鎮區 (阿肯色州格林縣)
弗倫德希普鎮區（英語：Friendship Township）是位於美國阿肯色州格林縣的一個行政鎮區。

## 地方資料
弗倫德希普鎮區的面積為61.68平方千米，當中陸地面積為61.58平方千米，而水域面積為0.10平方千米。根據2010年美國人口普查的數據，當地共有人口822人，而人口密度為每平方千米13.33人。